# Rue Georges Clemenceau (Liège)
La rue Georges Clemenceau est une rue du centre de Liège reliant la place de la République française à la rue des Dominicains.

## Odonymie
Depuis 1919, cette voirie rend hommage à Georges Clemenceau, homme d'État français, président du Conseil de 1906 à 1909 puis de 1917 à 1920. Auparavant l'artère s'appelait rue de l'Harmonie.

## Situation et description
Ce rue pavée, plate et rectiligne provenant de la place de la République française longe le côté gauche de l'Opéra royal de Wallonie mesure approximativement une centaine mètres.
La voie dispose d'une entrée et d'une sortie pour le parking Opéra (300 places).

## Voiries adjacentes
- Place de la République française
- Rue des Dominicains